# Archivo General de la Guerra Civil Española
El Archivo General de la Guerra Civil Española es un archivo documental español situado en la ciudad de Salamanca. De titularidad estatal, se creó en 1999 y en la actualidad se encuentra integrado en el Centro Documental de la Memoria Histórica. Depende del Ministerio de Cultura. Está situado en el edificio que ocupó el Colegio de San Ambrosio, un antiguo hospicio realizado en 1715 por Joaquín de Churriguera. 
Se creó a partir de la sección de la Guerra Civil del Archivo Histórico Nacional, que fue creado durante la guerra por el franquismo para almacenar toda la documentación incautada durante la contienda y que no fue transportada o destruida por los vencidos en su huida al finalizar la guerra. La documentación que contenía fue utilizada con fines represivos para juzgar a los enemigos del lado republicano. En la actualidad, es una fuente documental de gran valor para los historiadores e incluso ha servido para que los militares republicanos puedan solicitar una pensión de jubilación o una indemnización por el tiempo que permanecieron en prisión. El archivo incluye una zona dedicada a la masonería con el material requisado a las logias españolas.

## Historia
El origen del Archivo de la guerra civil española, así como su ubicación en Salamanca, se encuentra en las disposiciones que el bando franquista tomó durante la Guerra Civil para la incautación de documentos y fondos documentales de particulares, instituciones y administraciones opuestos a la sublevación que dio origen a la guerra.

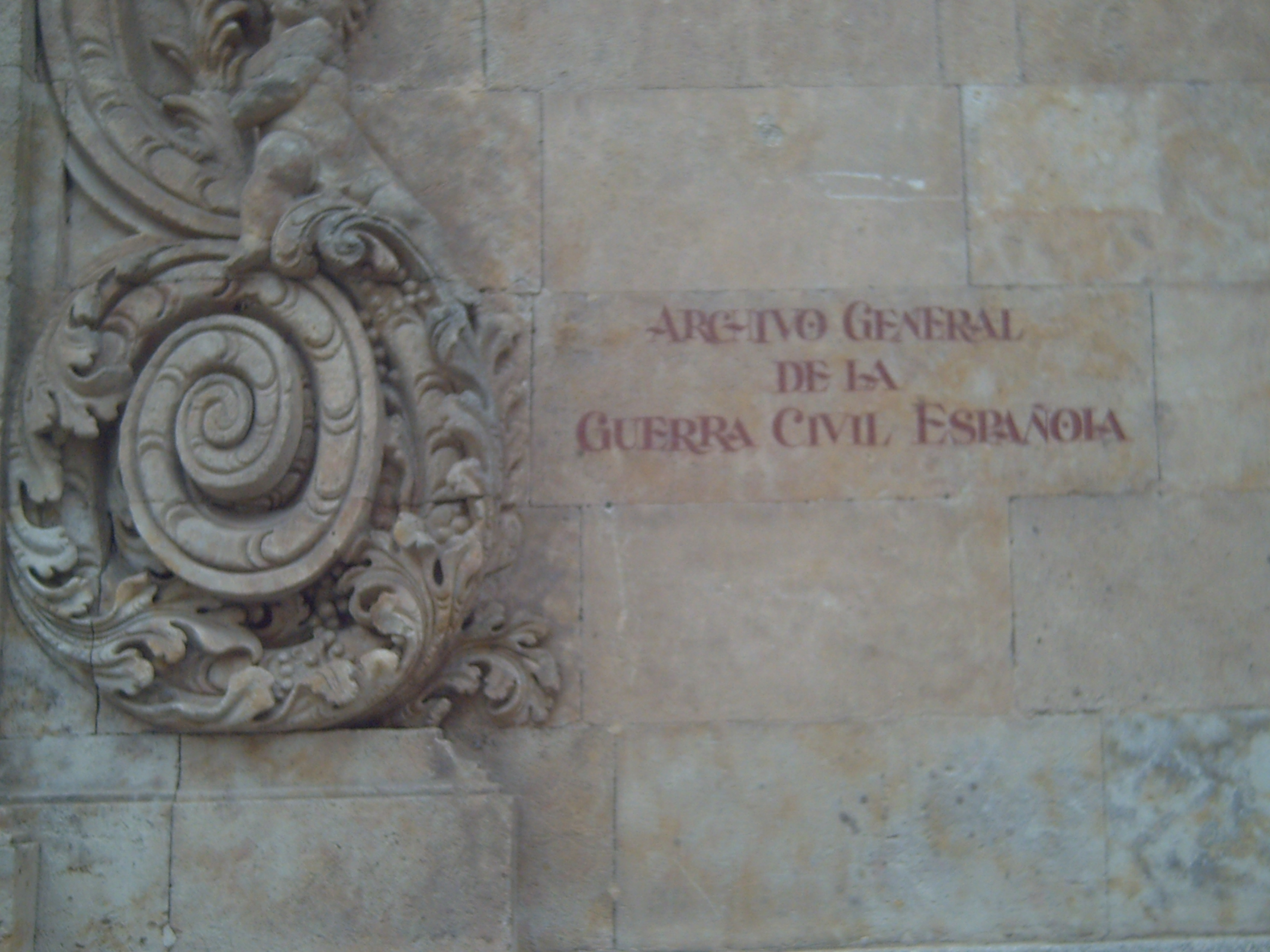
Inscripción en la fachada del Archivo General de la Guerra Civil Española.

El 13 de septiembre de 1936, se emitió un decreto por el que se establecía la incautación de «cuantos bienes muebles, inmuebles, efectos y documentos pertenecieren a los referidos partidos políticos o agrupaciones, así como a cuantas organizaciones han tomado parte en la oposición hecha a las fuerzas que cooperan al movimiento nacional, pasando todo ello a la propiedad del Estado». Posteriormente, en 1937, se crearon la Oficina de Investigación y Propaganda Anticomunista (OIPA), por orden de 20 de abril, con el carlista Marcelino de Ulibarri como delegado, y complementando a la primera, la Delegación Nacional de Asuntos Especiales, por otra del 29 de mayo. El objetivo del primer organismo era contrapropagandístico, en tanto que el segundo se centraba en recuperar «cuanta documentación relacionada con las sectas y sus actividades en España, estuviese en poder de particulares, autoridades y organismos oficiales, guardándola cuidadosamente en lugar alejado de todo peligro, y en el que pudiera ordenarse y clasificarse para constituir un Archivo que nos permitiera conocer, desenmascarar y sancionar a los enemigos de la Patria».
La caída de Bilbao significó el comienzo organizado de la incautación de documentos. En junio de 1937 se nombró un jefe de requisa, encargado de dirigir la incautación de documentación en los territorios que habían estado en manos del Gobierno Vasco. El 14 de julio se formalizó el proceso con la creación del Servicio de Recuperación de Documentos, el cual se encargaría de la requisa de documentación en los territorios que iban siendo ocupados por las tropas franquistas. El Servicio adquirió rango administrativo cuando un Decreto de 26 de abril de 1938 creó la Delegación del Estado para la Recuperación de Documentos. En enero de 1938, el Servicio de Recuperación de documentos agregó nuevas funciones: la preparación de las pruebas de convicción necesarias para la actuación de la Justicia militar.
En el primer gobierno del general Franco, con Serrano Suñer como ministro del Interior, se creó, mediante decreto de 26 de abril de 1938, la Delegación del Estado para la Recuperación de Documentos (DERD), un órgano administrativo cuya finalidad era la recopilación de documentación relacionada con personas e instituciones vinculadas contrarias a la sublevación, con el fin de «suministrar al Estado información referente a la actuación de sus enemigos». La DERD englobaba a la OIPA. Por otra parte, la Delegación de Servicios Especiales quedó englobada en la secretaría particular del general Franco, siendo ambas Delegaciones dirigidas por Marcelino de Ulibarri. La sede de todos estos organismos se situaba en Salamanca, ciudad donde se ubicaba el cuartel general de Franco.
Ambas delegaciones, con fines similares y dirigidas por la misma persona, tendieron a confundirse y fueron finalmente englobadas en 1944 en la Delegación Nacional de Servicios Documentales, dependiente de la Presidencia del Gobierno. La función fue, en todo caso, y a través de sus diferentes denominaciones, la misma: la confección de fichas de antecedentes políticos que eran utilizadas en los consejos de guerra, los Tribunales de Responsabilidades Políticas, los Tribunales de Depuración de Funcionarios y el Tribunal Especial para la Represión de la Masonería y el Comunismo contra todos aquellos que formaban parte de partidos o sindicatos ilegalizados tras la guerra (parte de los materiales incautados, al carecer de valor para dicha finalidad, fueron destruidos, y aquellos que la Delegación del Estado para la Recuperación de Documentos identificó como propiedad de personas partidarias del Régimen fueron devueltos a éstas). Posteriormente, la Ley de 9 de febrero de 1939, de Responsabilidades Políticas, dispuso en su artículo 3 que «los partidos, agrupaciones y organizaciones declaradas fuera de la ley sufrirán la pérdida absoluta de sus derechos de toda clase y la pérdida total de sus bienes. Estos pasarán íntegramente a ser propiedad del Estado. Quedan confirmadas las incautaciones llevadas a cabo en aplicación de lo dispuesto en el artículo 2 del Decreto número ciento ocho antes citado y en sus disposiciones complementarias y concordantes».
En 1977, en el momento del inicio de la etapa democrática, todos los materiales dependían de los servicios documentales de Presidencia del Gobierno, organismo que, de un modo u otro, había ido asumiendo las competencias informativas sobre antecedentes político-sociales o masónicos y, asimismo, había recogido en su seno, por decreto de 21 de enero de 1971, el archivo de una de las instituciones represivas al servicio de la cual habían venido trabajando estos servicios y sus organismos precedentes de forma más significativa: el Tribunal Especial para la Represión de la Masonería y el Comunismo, desaparecido en 1963. En el citado momento de la integración, la Sección de Servicios Documentales de Presidencia del Gobierno, además de contar con los documentos producidos o acumulados por ella misma y sus organismos precedentes, a saber, Oficina de Investigación y Propaganda Anticomunista (OIPA), Delegación de Servicios Especiales, Delegación del Estado para la Recuperación de Documentos y delegaciones territoriales de esta última, era consignataria del fondo documental producido por el Tribunal Especial para la Represión de la Masonería y el Comunismo.
Tras la muerte de Franco, los servicios documentales de la dictadura se suprimieron por el Real Decreto 276/1977, de 28 de octubre, y sus fondos pasaron al recién creado Ministerio de Cultura. Mediante orden del ministro de Cultura de 7 de mayo de 1979, se adscribió al Archivo Histórico Nacional una sección bajo la denominación «Guerra Civil», cuyo núcleo documental lo constituyeron los fondos de dichos Servicios Documentales. Con el tiempo, la sección «Guerra Civil» se fue enriqueciendo con adquisiciones y donaciones de otros fondos documentales relacionados con la guerra y sus consecuencias. El 26 de noviembre de 1996, la Junta Superior de Archivos acordó la creación en Salamanca de un gran archivo general de la guerra civil española plenamente autónomo. Fruto de ello fue el Real Decreto 426/1999, de 12 de marzo, con el que se procedió a la creación del Archivo General de la Guerra Civil Española, con el carácter de archivo de titularidad estatal, tomando como núcleo documental el existente en la citada Sección Guerra Civil del Archivo Histórico Nacional.
En 2005 el gobierno tomó la decisión de restituir a la Generalidad de Cataluña los documentos incautados con motivo de la Guerra Civil custodiados en el Archivo General de la Guerra Civil Española. En la disposición adicional segunda de la Ley 21/2005, se estableció que en el plazo de un año desde la entrada en vigor de la citada ley, se crearía y pondría en funcionamiento, con el carácter de titularidad y gestión estatal, un Centro Documental de la Memoria Histórica con sede en Salamanca.
En cumplimiento de dicha disposición, la Ley de la Memoria Histórica, el Archivo se integrará en el Centro Documental de la Memoria Histórica, creado en junio de 2007.

## Logia masónica
El 1 de marzo de 1940 se dicta la Ley para la Represión de la Masonería y el Comunismo. El artículo 12 establece la creación y composición del Tribunal Especial para la Represión de la Masonería y el Comunismo. Ello permite la detención de miles de masones en todo el país, así como la incautación tanto de sus bienes personales como de los objetos rituales utilizados para sus reuniones e incluso de las propias logias (lugar físico en el que se celebran las tenidas o reuniones masónicas, periódicamente).
El régimen franquista decide recrear una logia masónica con el fin de satirizar y desprestigiar a dicha organización. Para ello, cuenta con objetos y estructuras reales incautados a masones ya exiliados o fallecidos. El afán de ridiculización se hace patente en esta recreación, que no fue abierta al público hasta los años 1990, convirtiéndose en una suerte de museo de la masonería, dentro del propio archivo. Se ha optado por exponerlo tal y como lo dispuso el franquismo, creando así una instantánea de nuestra historia más reciente. 

## Polémica de los «papeles de Salamanca»

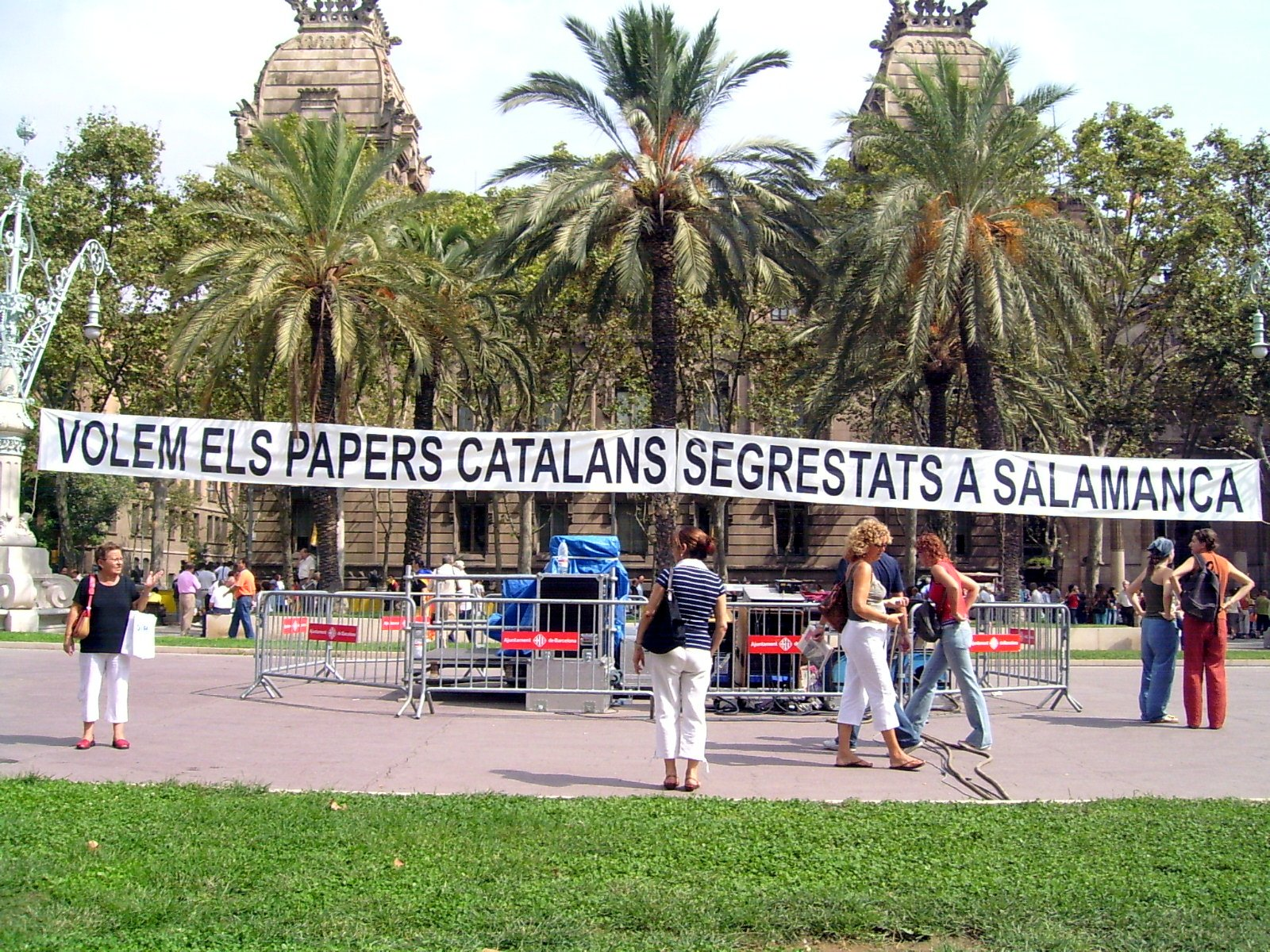
Pancarta reclamando el retorno de los «Papeles de Salamanca» en un acto del 11 de septiembre de 2004, en Barcelona.

El fondo documental del Archivo General de la Guerra Civil en Salamanca ha sido polémico desde los años 1990. Jordi Pujol, presidente de la Generalidad de Cataluña, reclamó la entrega de los documentos que le habían sido requisados a la Generalidad durante la época republicana repetidas veces durante varios años. A pesar de que en el año 1995 el gobierno de Felipe González atendió dicha petición, la oposición unánime de la ciudadanía salmantina y la posterior victoria electoral del Partido Popular, en 1996, revocaron la decisión antes de que se materializara, utilizando como argumentos las recomendaciones de la Unesco sobre archivos creados como fruto de la represión política. El PSOE en Salamanca no solo apoyó las movilizaciones ciudadanas, sino que por mediación del propio alcalde de la ciudad, Jesús Málaga, que militaba en ese partido político, incluso impulsó la decisión de que la policía local custodiara el archivo 24 horas al día.[cita requerida]
Durante los primeros meses de 2005, la polémica se volvió a avivar, ya que el gobierno catalán presidido por Pasqual Maragall y sostenido por el PSOE, ICV-EUiA y los independentistas de Esquerra Republicana de Catalunya volvió a realizar la petición de devolución. En esta ocasión, el gobierno presidido por José Luis Rodríguez Zapatero, que recibía apoyos parlamentarios de las tres formaciones políticas en el parlamento nacional, acordó entregar los documentos pertenecientes a la antigua Generalidad de tiempos de la república.
En esta ocasión, a pesar de tratarse de una petición idéntica a la de 1995, los mismos dirigentes socialistas de Salamanca y Castilla y León que se opusieron entonces enconadamente a la salida de legajos (Jesús Caldera, Emilio Melero, Ángel Villalba o Jesús Málaga, entre otros[cita requerida]) apoyaron la petición de la Generalidad.
El gobierno, para decidir sobre la devolución de parte del Archivo, constituyó un «comité de expertos» compuesto por dieciocho personas. El comité avaló la petición de la Generalidad por catorce votos a favor y el voto en contra de los tres historiadores nombrados por la Junta de Castilla y León, el Ayuntamiento de Salamanca y la universidad de la ciudad.
Los que pedían el regreso de los documentos a Cataluña alegaban que estos fueron parte de un botín de guerra que debe devolverse a sus legítimos dueños. Sobre todo, teniendo en cuenta que se trata de documentación oficial de una institución que forma parte del Estado. Se trata básicamente de dos tipos de documentación: la de la propia Generalidad de Cataluña (entre la que se encontraban, por ejemplo, las actas del proceso de redacción del Estatuto de Autonomía de Cataluña durante la Segunda República Española) y la de particulares (como la correspondencia privada y biblioteca de Antoni Rovira i Virgili). Esta última podría ser devuelta a los herederos de los propietarios.
Los tres oponentes al retorno pedían que todo siguiera como estaba, argumentando que el Archivo es una fuente importante para la investigación sobre la Guerra Civil, y era más práctico mantener toda la documentación reunida. Además, argumentaban que otras comunidades autónomas podían reclamar también documentación relacionada con sus respectivos territorios, lo que podría causar la desaparición del Archivo. El gobierno respondió a las críticas alegando que se dejaría una copia de los documentos, pagada por la Generalidad de Cataluña, para su consulta y estudio en Salamanca. Sin embargo, existen evidencias de que las copias o no han sido realizadas o lo han sido deficientemente.
Todo esto, además de motivos políticos añadidos, creó una gran polémica y provocó manifestaciones y protestas en ambos bandos, como la organizada por el Ayuntamiento de Salamanca, con el apoyo del Partido Popular, el 11 de junio de 2005, la cual congregó a 30 000 personas[cita requerida] frente a las 55 000[cita requerida] que se dieron cita en 1995 con idéntico fin.
Finalmente, una pequeña parte del archivo fue trasladado a Barcelona a principios de 2006 tras grandes disputas entre el ayuntamiento salmantino y el gobierno, y manifestaciones populares apoyadas por el Partido Popular y por Unidad Regionalista de Castilla y León. El 17 de febrero de 2006, el Pleno del Ayuntamiento de Salamanca adoptó por mayoría absoluta autorizar al alcalde a cambiar el nombre de la calle donde se encuentra el Archivo, pasando de calle de Gibraltar (nombre que tenía desde el siglo XIV) a calle del Expolio. En la polémica, el término «expolio» fue utilizado simultáneamente por los dos sectores; unos en alusión a la salida de los documentos de Cataluña por la guerra, y los otros en alusión a la presunta cesión del PSOE ante ERC para sacarlos del Archivo de Salamanca.
Cinco años después, el 8 de junio de 2011, Julián Lanzarote, que ejercía como alcalde de Salamanca en funciones tras las elecciones municipales del 22 de mayo anterior, ordenó devolver el nombre de calle de Gibraltar a la calle del Expolio en su última decisión como alcalde. El ayuntamiento electo, constituido tres días después, confirmó por unanimidad la decisión tomada en funciones por Lanzarote.
En una sentencia del 31 de enero de 2013, de la que fue ponente el magistrado Pablo Pérez Tremps, el Tribunal Constitucional de España desestimó el recurso de inconstitucionalidad presentado por la Junta de Castilla y León contra varios artículos de la ley de 2005, en los que se basó la restitución a la Generalidad de Cataluña de los documentos incautados durante la Guerra Civil, si bien afirmando que todos aquellos no restituidos expresamente a sus legítimos propietarios deber ser custodiados en un archivo de titularidad nacional. Con esta sentencia se cerró, presuntamente, el conflicto de los «papeles de Salamanca».